# Сарыжаз (Туркестанская область)
Сарыжаз (каз. Сарыжаз) — село в Сузакском районе Туркестанской области Казахстана. Входит в состав Каратауского сельского округа. Код КАТО — 515639300.

## Население
В 1999 году население села составляло 252 человека (131 мужчина и 121 женщина). По данным переписи 2009 года, в селе проживало 267 человек (148 мужчин и 119 женщин).